# کفیرت
کفیرت (به لاتین: Kufeirit) یک روستا در دولت فلسطین است که در استان جنین واقع شده‌است. کفیرت ۲٬۴۴۶ نفر جمعیت دارد.